# عرسال
عرسال بلدة لبنانية من قضاء بعلبك في محافظة بعلبك الهرمل.

## جغرافيتها
هي بلدة معزولة نسبيا، إذ تبعد عن بعلبك مركز القضاء حوالي 38 كيلومترا، وعن مركز محافظة البقاع، زحلة، 75 كيلومترا. كما تبعد عن بيروت 122 كلم وترتفع عن سطح البحر 1400 - 2000 م مساحتها 316,94 كلم² (122,37 ميل² أو 31694 هكتار).
تقع على سلسلة جبال لبنان الشرقية. تشترك مع سوريا بخطّ حدودي طوله50 كم. يغلب التصحر ويسيطر الجفاف عليها، وتختصر ألوانها السائدة فقط بلونين، الترابي المائل إلى البياض والبني الذي يحمله الغلاف الخارجي للصخور. ويُنعِشُ تهريب البضائع البلدة المنسية تنموياً.
أسمها مؤلف من كلمتين أراميتين هما «عرس» أي عرش و«إل» وتعني الرب فتصبح بالعربية عرش الله وذلك لموقعها المرتفع نسبيا.

## سكانها
يصل عدد سكانها إلى 35,000 نسمة غالبيتهم من المسلمين السنة ومعروف عنها صناعة السجاد المحلي

## وضعها الاقتصادي
يعتمد أهالي عرسال على ثلاثة مصادر رئيسة هي الكسارات، والزراعة، والتجارة يعمل بها60% من قوى القرية العاملة. ويعمل نحو 10% منهم في وظائف عامة وخاصة، و8% في المهن والحرف، تصل نسبة البطالة فيها إلى 20% تقريبا من القوى العاملة. ومعروف عن بلدة عرسال صناعة السجاد المحلي، كما يُنعش تهريب البضائع مع سوريا البلدة المنسية تنموياً.

## الثورة السورية
وقفت مدينة عرسال إلى جانب الثوار السوريين وقدمت لهم المأوى والمساعدة والدعم. أصبحت محطة لجوء للسوريين الذين تدفق معظمهم من منطقة القلمون على وقع شدة المعارك بعد تهجيرهم الأول من بلداتهم في حمص.
وفي نهاية عام 2011، قدم المندوب السوري في الأمم المتحدة وثيقة إلى مجلس الأمن تضمنت اتهام لبنان بالسماح بتهريب الأسلحة والمقاتلين إلى سوريا، وتحدثت الوثيقة عن تواجد لمقاتلي القاعدة في بلدة عرسال. وبعد شهر من هذا الاتهام فاجأ وزير الدفاع اللبناني فايز غصن الأوساط السياسية والإعلامية بتصريح أشار فيه إلى وجود للقاعدة في عرسال، ونفى ذلك في حينه رئيس الجمهورية العماد ميشال سليمان، ووزير الداخلية مروان شربل.
ونتيجة لموقف البلدة المؤيد للثورة السورية، تكرر قصف قوات النظام السوري لها بالصواريخ، الأمر الذي أدى أكثر من مرة إلى سقوط عدد من القتلى والجرحى.